# Cerro Verde, Veracruz
Cerro Verde är en ort i Mexiko.   Den ligger i kommunen Cazones de Herrera och delstaten Veracruz, i den sydöstra delen av landet, 240 km nordost om huvudstaden Mexico City. Cerro Verde ligger 33 meter över havet och antalet invånare är 448.
Terrängen runt Cerro Verde är platt. Havet är nära Cerro Verde åt nordost.  Närmaste större samhälle är Cazones de Herrera, 9,3 km väster om Cerro Verde. 